# كويتشرز
طريقة كويتشرز هي منهج مبسّط الّذي يجعل من الأسهل والأقلّ تكلفة للكيميائيّين التّحليليين أن يفحصوا
بقايا المبيدات في الغذاء. الاسم هو كلمة مؤلفة من عدّة كلمات صيغت من «سريع, سهل, رخيص, فعّال, قوي البنية ,وآمن». أنبوب تفلون هو العنصر الوحيد الّذي يمكن غسله وإعادة استخدامه, مزيلة الأواني الزجاجية المخبرية المستخدمة في الطرق التقليدية.

## التطبيقات
طريقة كويتشيرز تمّ قبولها بسهولة من قبل العديد من محلّلي بقايا المبيدات الحشرية. بعض التغييرات لطريقة كويتشيرز الأصليّة كان لابدّ من تقديمها لضمان كفاءة استخراج الرقم الهيدروجيني للمركّبات التابعة (مثل.أحماض فينوكسي الكانويك) ,لتقليل انحلال المركبات سريعة التأثّر(مثل.المبيدات الحشرية العامية والحمض الغير مستقرّ) ولتوسيع النّطاق لتغطية المصفوفات.
المحلّل يجانس العينة (الفواكه، الخضار، التبغ ,الخ) في الخلّاط, يضعه في أنبوب الطرد المركزي مع كاشف ويحرّك لدقيقة واحدة.الكواشف تستخدم بناءً اعتماداً على نوع العيّنة المراد تحليلها. باتباع ذلك توضع العينة خلال عمود تنظيف قبل أن يتم تحليلها باستشراب سائل الغاز.
العينات المهيّأة باستخدام طريقة كويتشرز يمكن معالجتها بسرعة أكبر باستخدام أداة التجانس. مثل هذه الأدوات يمكنها أن تجانس العينات الغذائية في أنبوب الطرد المركزي, ثم تحرّك العينة مع الكاشف المختار ,قبل نقل العيّنة المنتزعة للطرد.باستخدام مثل هذه الأداة ,يمكن نقل العينات خلال طريقة كويتشيرز بسرعة أكبر.